# Natanita
La natanita és un mineral de la classe dels òxids que pertany al grup de la schoenfliesita. Va ser anomenada en honor de Natan (Anatolii) Ilitx Guinzburg, mineralogista i geòleg rus que va investigar dipòsits d'estany oxidats.

## Característiques
La natanita és un hidròxid de ferro i estany fórmula química Fe2+Sn4+(OH)₆. Cristal·litza en el sistema isomètric. Els seus cristalls mesuren fins a 3 mm i s'agrupen en agregats irregulars; també apareix de forma massiva. La seva duresa a l'escala de Mohs és 5.
Segons la classificació de Nickel-Strunz, la pertany a «04.FC: Hidròxids (sense V o U), amb OH, sense H₂O; octaedres que comparetixen angles» juntament amb els següents minerals: bernalita, dzhalindita, söhngeïta, burtita, mushistonita, schoenfliesita, vismirnovita, wickmanita, jeanbandyita, mopungita, stottita, tetrawickmanita, ferronigerita-2N1S, magnesionigerita-6N6S, magnesionigerita-2N1S, ferronigerita-6N6S, zinconigerita-2N1S, zinconigerita-6N6S, magnesiotaaffeïta-6N'3S i magnesiotaaffeïa-2N'2S.

## Formació i jaciments
La natanita es forma per l'oxidació primerenca de sulfurs d'estany en dipòsits d'estany. Aquesta espècie va ser identificada gràcies a exemplars trobats a dos indrets diferents: el dipòsit d'estany de Trudovoe (Província d'Issik Kul, Kirguizstan) i el dipòsit Mushiston, a la vall Kaznok (Província de Sughd, Tadjikistan). Posteriorment també ha estat descrita a Austràlia, Bolívia, França, Mèxic, el Regne Unit i Rússia.